# Осман Майртупский
Осман Майртупский (или Осман Мичикский) — чеченский полководец, уроженец чеченского аула Майртуп, в 1859 году стал наибом округа Северо-Кавказского имамата, которой находился между реками Хулхулау и Гумс (Большая Чечня). Один из самых справедливых, авторитетных и храбрых наибов Имамата.

## Биография
Был одним из главных наибов имама Шамиля при обороне аула Ведено — столицы имамата.
В 1859 году наиб Осман со своим отрядом предпринимал военные действия против отряда войск графа Ностица, главной целью которых было помешать переселению чеченцев, проживающих между реками Хулхулау и Гумс на равнину.
После отступления Шамиля из Чечни ушел вместе с ним в Дагестан. Осман был одним из самых авторитетных и храбрых наибов Шамиля. После падения столицы Имамата Дарго-Ведено в апреле 1859 года другой летописец Шамиля — Мухаммед Тахир — писал: «Тогда они вышли из Дарго и ночью его покинули. Таким образом, все вилайеты Чечни, один за другим, подпали под власть русских. Из жителей этих вилайетов никто не ушел с имамом, кроме одного наиба, Османа, и тех, кто был ранее с ним».
Имам его любил за усердие при несении военной службы. Он был предан и верен имаму и религии, отличался безграничной храбростью и отвагой. Был награжден орденом с надписью «Этот почетный знак имам даровал тому, кто проявил геройство в народе».
В чеченских селениях о нем говорят как о самом преданном, храбром и высокопорядочном наибе среди всех чеченских наибов Шамиля. Осман — один из тех, кто все свое состояние и знания отдал делу борьбы за свободу своего народа. Он был не только молодым и талантливым наибом, но и прекрасным ученым-законоведом и знатоком арабской грамматики. В юности он обучался у Мухаммеднаби из Ахтов, Джамалудина Казикумухского и других знаменитых дагестанских ученых.
Абдурахман из Казикумуха оставил нам следующие добрые слова о нем: «Когда в Чечне дела были расшатаны (часть чеченцев подчинилась России, а часть оставалась непокорной) (вторая половина 1858 года — начало 1859 года. — Ю. Д.), а Шамиль стоял лагерем с войском в Ичкерийском лесу, этот наиб пришел к нему с сотней с лишним оседланных лошадей, захваченных при истреблении донских казаков. Шамиль подарил ему свою шашку в знак любви и уважения к нему.
Когда Шамиль покинул Чечню и перешел в Дагестан, этот наиб со своей семьей отправился с ним, но когда Шамиль поднимался на гору Гуниб, он вернул его с дороги к себе на родину, стыдясь за его большую семью и малых детей».
К концу войны зять Шамиля Абдурахман Казикумухский писал: «Самыми справедливыми наибами в Чечне были Шуаиб-Цонтороевский, Суаиб Эрсеноевский, Ахвердил Мухаммед, Талхиг Шалинский, Осман Майртупский и Умма из Зунсы».